# Židovský hřbitov v Ivanovicích na Hané
Židovský hřbitov v Ivanovicích na Hané leží na východním okraji města při pravé straně silnice na Kroměříž, přímo za benzinovou stanicí. Hřbitov je majetkem náboženské obce v Brně.
Tento hřbitov byl založen mezi 16. až 17. stoletím a má rozlohu 3852 m2. Jsou zde pochováni Židé z Ivanovic na Hané a 22 okolních obcí. Nejstarší dosud dochovaný náhrobek je z roku 1715
. Dějepisci uvádějí že na zdejším hřbitově jsou pochováni předci arcibiskupa Theodora Kohna.
Ivanovická židovská komunita přestala existovat v roce 1940.